# 前奏曲Op.28, No. 3 (蕭邦)

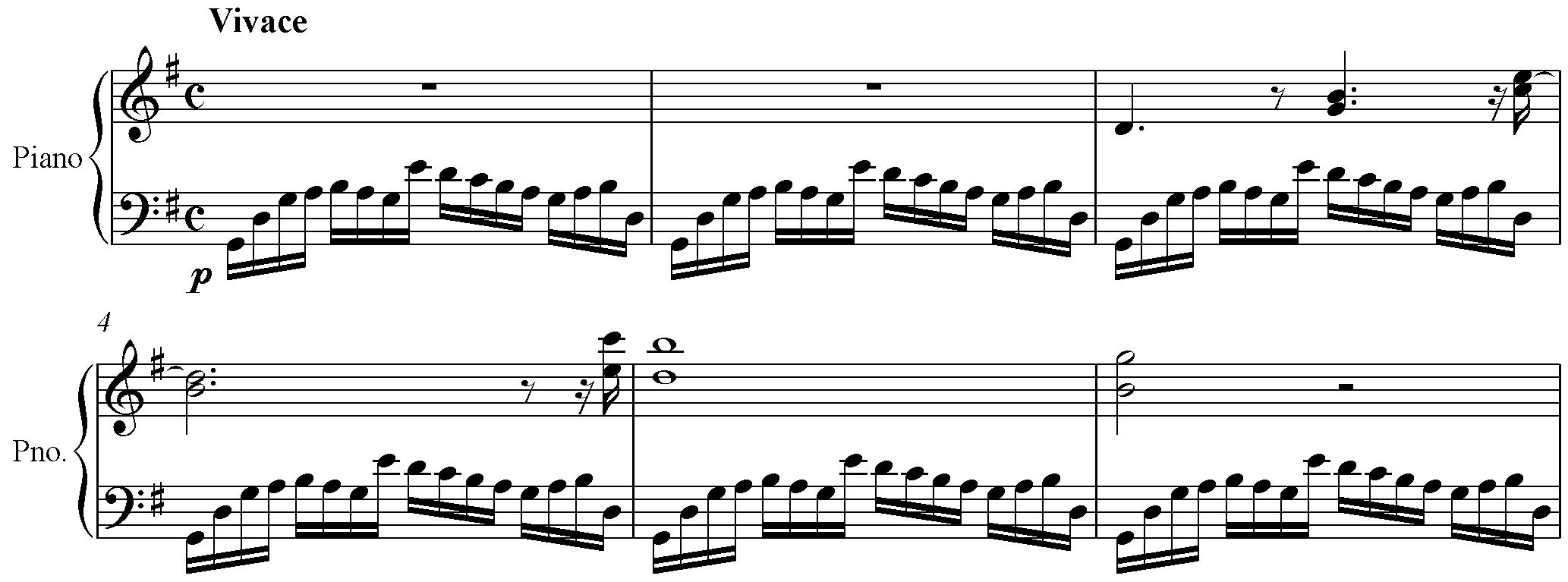
前奏曲Op. 28, No. 3

前奏曲Op. 28, No. 3為蕭邦24首前奏曲中的樂曲，為G大調，活潑（Vivace），4/4拍。
樂曲除結尾外左手部分皆為急速的十六分音符樂句，起初右手彈奏較為簡單的旋律，後來以純八度呼應左手的樂句，最後雙手以和弦的琶音作結。此曲與前一曲略有相似（以左手較複雜的樂句開始，伴以右手簡樸的旋律），但氣氛輕快歡樂。
阿爾弗雷德·科爾托將其稱為“溪流的歌唱”（Le chant du ruisseau），汉斯·冯·彪罗將其稱為“你真像朵花”（Thou Art So Like a Flower）。

## 相關樂曲
- 布索尼 - 鋼琴獨奏改編（十六分音符樂句移至右手，旋律移至左手）

## 外部連結
- 前奏曲, Op. 28：国际乐谱典藏计划上的乐谱
- 来自乌托邦计划（英语：Mutopia Project）的多种格式乐谱 （页面存档备份，存于）